# Запорізька вулиця (Мелітополь)
Запорізька вулиця — вулиця в Мелітополі. Йде від Козацької вулиці до провулка Сєрова. Забудована приватними будинками.

## Назва
Вулиця названа на честь міста Запоріжжя, центру області, в якій знаходиться Мелітополь.
В іншій частині Мелітополя знаходиться однойменний Запорізький провулок.

## Історія
Частина вулиці на захід від вулиці Ломоносова (тоді - вулиці Сталіна) виникла як Колгоспна вулиця (або Колгоспна 1-ша). Ця вулиця вперше згадується в документах 17 січня 1939 року. 10 жовтня 1958 року частина Колгоспної вулиці (від № 67 до кінця) була приєднана до вулиці Жданова (теперішня вулиця Павла Ловецького).
Частина вулиці від вулиці Суворова до Козацької вулиці в той час була окремою вулицею, яка називалась Східною. Рішення про прорізку та найменування Східної вулиці було прийнять 11 квітня 1958 року. 12 січня 1962 року Східна вулиця була подовжена на захід до сулиці Сталіна (теперішньої вулиці Ломоносова) після включення в неї провулка Суворова, який був раніше виділений з вулиці Сталіна 13 вересня 1958 року. 
21 жовтня 1965 року Східна й Колгоспна вулиці були об'єднані в Запорізьку вулицю.